# Dao (svärd)

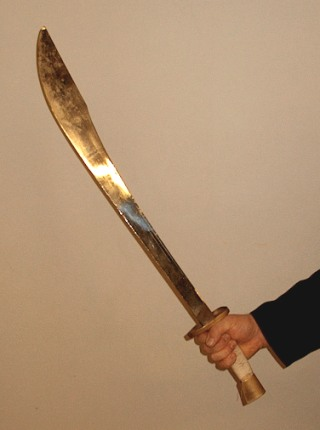
Kinesisk sabel.

Dao (kinesiska: 刀; pinyin: dāo; Wade-Giles: tao1) är en kategori enkeleggade kinesiska svärd som huvudsakligen är avsedda att skära och hugga med (sabel). I Kina är dao känt som ett av de fyra större vapnen, tillsammans med qiang (spjutet), gun (staven) och jian (svärdet). 

## I populärkultur
I tv-spelet Soul Calibur använder karaktären Yunsung dao.